# R-77導彈
R-77（Vympel R-77 / RVV-AE），北約代號AA-12「蝰蛇」，是俄羅斯Vympel NPO公司所開發的中程空對空飛彈，美國陣營對應的飛彈型號是AIM-120，也因此得到一個暱稱「AMRAAMski」。其網狀尾翼是其最大特點，此網狀尾翼早已用於蘇聯的彈道飛彈，可以令R-77做出12G的超高機動性動作。综合性能是世界最強空對空導彈之一。
R-77採用主動雷達導引，其中途導引為慣性加指揮修正資料鏈，飛彈資料鏈和發射母機之間的傳送距離最遠有50公里，當接近目標至20公里時，R-77自身的主動雷達就會開機，導引R-77自身追蹤目標，R-77有全天候和射後不理攻擊能力，還有一定抗電子干擾能力，若遭ECM反制,會自動切換至干擾源歸向(Home on jam)模式,轉向發信來源。R-77可靠自身的主動雷達導引發現最遠在20公里處雷達散射截面積為5平方米的空中目標。

## 使用國

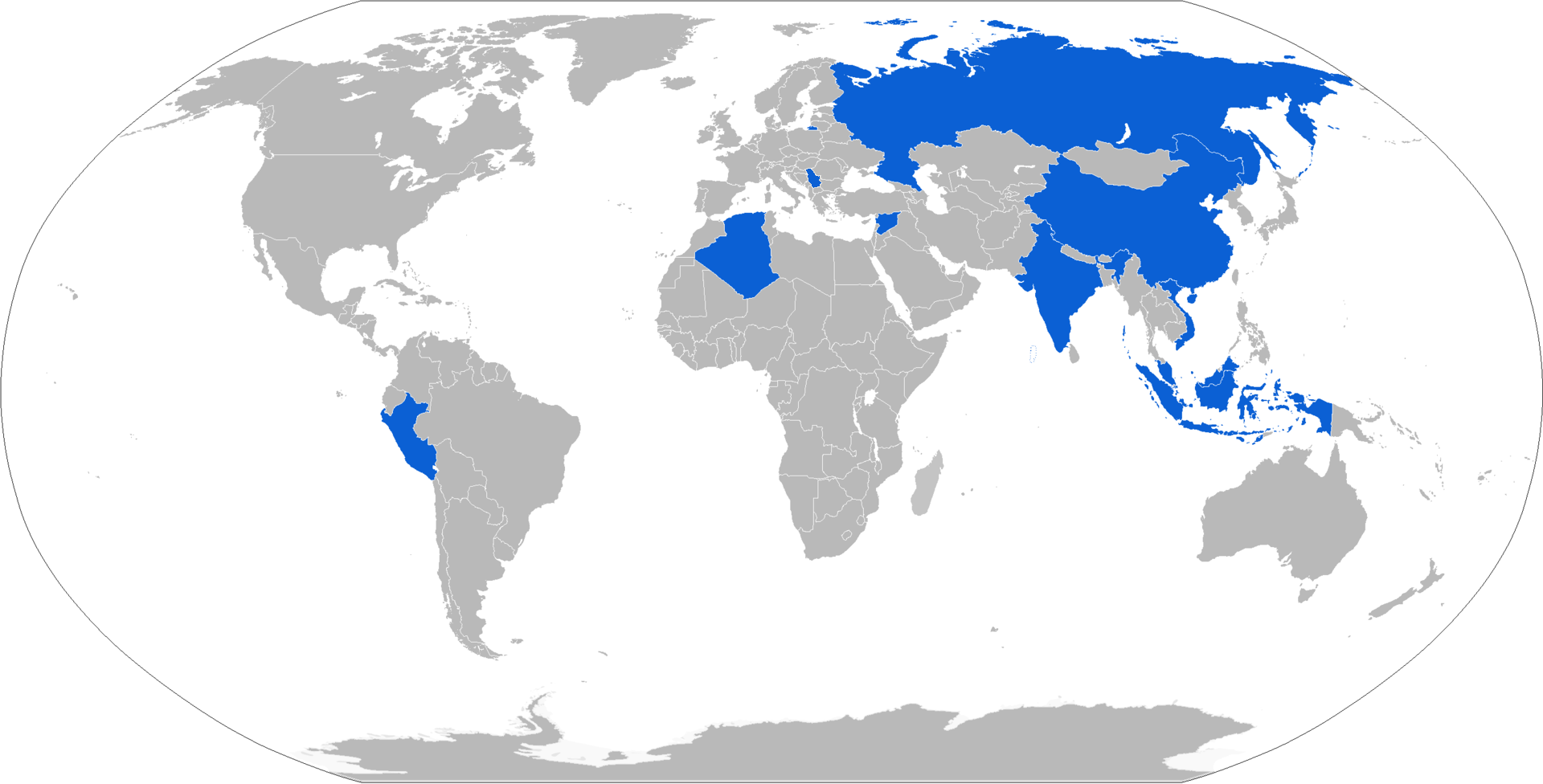
R-77系列飛彈使用國，藍色為現役

### 現役國
- 阿尔及利亚[1]
- 埃及[2]

- 中华人民共和国
  -  中國人民解放軍空軍
  -  中國人民解放軍海軍航空兵
- 印度[3]
  - 印度空軍
  - 印度海軍航空隊
- 印度尼西亞[4][5]
- 马来西亚[6]
- 秘魯[7]
- 俄羅斯
- 塞爾維亞[8]
- 苏丹[9]
- 叙利亚[10]
- 乌干达
- 委內瑞拉
- 越南[11]
- 葉門[12]

## 外部連結
- Federation of American Scientists page（页面存档备份，存于）
- GlobalSecurity.org page（页面存档备份，存于）
- DATA CONCERNING RUSSIAN AIR-TO-AIR MISSILES
- http://www.avia.ru（页面存档备份，存于）
- http://www.sukhoi.org（页面存档备份，存于）

1. ↑  . www.deagel.com.   [2019-06-18]. （原始内容存档于2013-10-14）.
2. ↑  . defence.pk.   [2019-06-18]. （原始内容存档于2018-05-21）.
3. ↑  http://www.deagel.com （页面存档备份，存于） /Air-to-Air-Missiles/R-77_a001032001.aspx
4. ↑  .   [2013-07-31]. （原始内容存档于2012-08-21）.
5. ↑  . JakartaGreater.   [23 December 2014]. （原始内容存档于2014-11-12）.
6. ↑  .   [2012-10-28]. （原始内容存档于2013-01-21）.
7. ↑  .   [2014-05-18]. （原始内容存档于2014-05-19）.
8. ↑  http://tangosix.rs/2016/23/12/vucic-za-mig-ove-uzimamo-82-rakete/%5B%5D
9. ↑  .   [23 December 2014]. （原始内容存档于2016-11-15）.
10. ↑  .   [23 December 2014]. （原始内容存档于2015-04-01）.
11. ↑  .   [23 December 2014]. （原始内容存档于2018-05-21）.
12. ↑  .   [23 December 2014]. （原始内容存档于2016-04-24）.